# Сан-Гавіно-Монреале
Сан-Гавіно-Монреале, Сан-Ґавіно-Монреале (італ. San Gavino Monreale, сард. Santu 'Ainju) — муніципалітет в Італії, у регіоні Сардинія,  провінція Медіо-Кампідано.
Сан-Гавіно-Монреале розташований на відстані близько 410 км на південний захід від Рима, 50 км на північний захід від Кальярі, 9 км на захід від Санлурі, 13 км на північний схід від Віллачідро.
Населення — 8798 осіб (2014).
Щорічний фестиваль відбувається 12 серпня. Покровитель — Santa Chiara.

## Демографія
Населення за роками:

Станом на 1 січня 2023 року в муніципалітеті офіційно проживало 113 іноземців з 25 країн, серед них 31 громадянин країн Євросоюзу та 9 громадян України.

## Уродженці
- Алессандро Дейола (*1995) — італійський футболіст, півзахисник.

## Сусідні муніципалітети
- Гонносфанадіга
- Пабіллоніс
- Санлурі
- Сардара
- Віллачідро